# Чёрное озеро (Берёзовский район)
Чёрное озеро (бел. Чорнае возера) — озеро, находящееся в Березовском районе Брестской области Беларуси. Оно находится в десятке крупнейших по площади озёр страны. Его площадь — 17,3 км², а максимальная глубина — 3 м.
Котловина озера вытянута с севера на юг. Склоны котловины высотой до 4 метров. Берега низкие, заболоченные. Плоское дно озера устлано сапропелем. Водятся щука, окунь, карась, плотва.